# L'Adversaire (film, 2002)
Pour les articles homonymes, voir L'Adversaire.
Pour plus de détails, voir Fiche technique et Distribution.
L'Adversaire est un film français réalisé par Nicole Garcia, sorti en 2002 et adapté du récit du même nom d'Emmanuel Carrère publié en 2000.

## Synopsis
Le 9 janvier 1993, Jean-Marc Faure (inspiré de Jean-Claude Romand) a tué sa femme, ses enfants, ses parents puis a essayé, mais en vain, de se suicider. L’enquête a révélé qu’il n’était pas médecin comme il le prétendait depuis dix-huit ans et, chose plus difficile encore à croire, qu’il ne faisait rien de ses journées. Près d’être découvert, il a préféré supprimer ceux dont il ne pouvait plus supporter le regard.

## Fiche technique
- Titre : L'Adversaire
- Réalisation : Nicole Garcia
- Scénario : Frédéric Bélier-Garcia, Jacques Fieschi, Nicole Garcia, d'après le roman d'Emmanuel Carrère
- Production : Alain Sarde, Andres Martin, Ruth Waldburger, Christine Gozlan
- Sociétés de production : Les Films Alain Sarde, France 3 Cinéma, Pauline's Angel, Vega Film, Vertigo Films, Canal+, Sofica Studio Images 8, Télévision suisse romande (TSR), Vía Digital, Federal Office for Culture
- Sociétés de distribution :  BAC Films,  Vega Distribution,  Alliance Atlantis Home Video
- Budget : 8 360 000 €
- Musique : Angelo Badalamenti et Patrice Renson
- Photographie : Jean-Marc Fabre
- Montage : Emmanuelle Castro
- Décors : Véronique Barnéoud
- Costumes : Nathalie du Roscoat
- Pays d'origine :  France,  Suisse,  Espagne
- Format : couleur - 1,85:1 - Dolby - 35 mm
- Genre : drame
- Durée : 129 minutes
- Dates de sortie :
  -  France :
    - 25 mai 2002 (festival de Cannes),
    - 28 août 2002 (en salle)

  -  Belgique,  Suisse : 4 septembre 2002
  -  Japon : 4 septembre 2002 (French Film Festival)
  -  Espagne : 28 août 2002 (en salle)
- Film interdit aux moins de 12 ans lors de sa sortie en France

## Distribution
- Daniel Auteuil : Jean-Marc Faure
- Géraldine Pailhas : Christine Faure
- François Cluzet : Luc
- Emmanuelle Devos : Marianne
- François Berléand : Rémi
- Anne Loiret : Cécile
- Alice Fauvet : Alice Faure
- Martin Jobert : Vincent Faure
- Bernard Fresson : le père de Christine
- Nadine Alari : la mère de Christine
- Michel Cassagne : le père de Jean-Marc
- Joséphine Derenne : la mère de Jean-Marc
- Olivier Cruveiller : Jean-Jacques
- Nicolas Abraham : Xavier
- Hubert Saint-Macary : le docteur Lantier
- Jean-Claude Leguay : le magistrat à la déposition
- Sibylle Blanc : la serveuse
- Isabelle Gruault : une cousine de la famille
- Sébastien Thiéry : un membre de la famille
- Anne Benoit : madame Xining

## Autour du film
- Le film est inspiré de l'histoire vraie de Jean-Claude Romand, un homme pris dans l'engrenage du mensonge, qui a abattu sa famille en 1993, et du roman écrit sur le sujet par Emmanuel Carrère et édité en 2000.
- Un film sur le même sujet, L'Emploi du temps, avait déjà été réalisé en 2001 par Laurent Cantet.
- Il s'agit du dernier film avec l'acteur Bernard Fresson, mort deux mois après sa sortie nationale.

### Tournage
Le film a été tourné :
- En France :
  - Dans le département des Alpes-Maritimes (Cannes)
  - Dans le département du Doubs (Les Fins, Morteau, Pontarlier, Chaux-Neuve)
- En Suisse
  - Canton de Genève (Genève, Le Grand-Saconnex, Aéroport International de Genève)
  - Canton de Neuchâtel (Les Brenets)

## Distinctions
- Film en compétition pour la Palme d'or lors du Festival de Cannes 2002.
- Nomination au César du meilleur acteur pour Daniel Auteuil, meilleur second rôle masculin pour François Cluzet, et meilleur second rôle féminin pour Emmanuelle Devos en 2003.
- Nomination au prix Louis-Delluc en 2002[2],[3].